# Alfred Matthew Stemper
Alfred Matthew Stemper MSC (ur. 2 stycznia 1913 w Black Hammer, zm. 20 lutego 1984) – amerykański duchowny rzymskokatolicki, misjonarz Najświętszego Serca Jezusowego, wikariusz apostolski i biskup Kaviengu.

## Biografia
Alfred Matthew Stemper urodził się 2 stycznia 1913 w Black Hammer w Minnesocie, w Stanach Zjednoczonych. 23 czerwca 1940 otrzymał święcenia prezbiteriatu i został kapłanem misjonarzy Najświętszego Serca Jezusowego.
5 lipca 1957 papież Pius XII mianował go pierwszym wikariuszem apostolskim Kaviengu oraz biskupem tytularnym Eleutheropolis in Palæstina. 28 października 1957 przyjął sakrę biskupią z rąk biskupa Winony Edwarda Aloysiusa Fitzgeralda. Współkonsekratorami byli biskup La Crosse John Patrick Treacy oraz biskup Rockfordu Loras Thomas Lane.
15 listopada 1966 wikariat apostolski Kaviengu został podniesiony do rangi diecezji. Tym samym bp Stemper został biskupem Kaviengu. Jako ojciec soborowy wziął udział w soborze watykańskim II. Przeszedł na emeryturę 24 października 1980. Zmarł 20 lutego 1984.